# Rosette (Égypte)
Pour les articles homonymes, voir Rachid, Rosette et Rosetta.
Rosette (prononcé en français : [ʁo.zɛt] ; Rachid en arabe : رشيد arabe égyptien : [ɾɑˈʃiːd]), est une ville portuaire de près de 60 000 habitants située en Égypte dans le delta du Nil. Le port donne sur l'embouchure du bras occidental du Nil. C'est là qu'a été découverte en 1799 la pierre de Rosette.

## Toponymie
Rosette, Rosetta ou encore Rachid, on ignore d’où vient le nom de la ville. Certains pensent que l’origine du mot serait copte, Rchit ou la ville de la joie, nom qui aurait été confondu avec l’adjectif arabe « rachid » qui signifie sage.

## Géographie

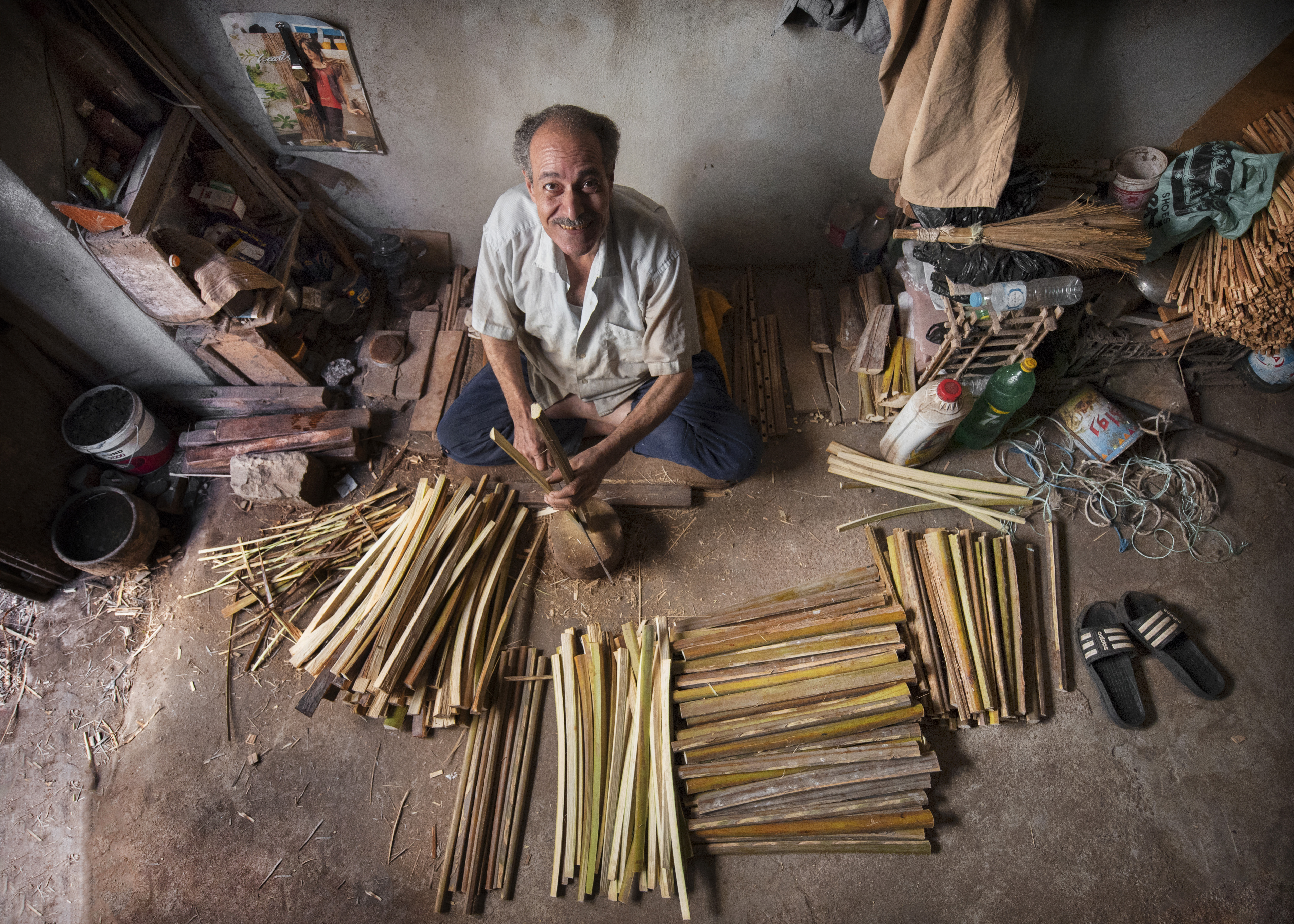
Artisan fabriquant des boites à partir de palmiers à Rosette. Septembre 2018.

Après un voyage de 6 000 km, le Nil se jette dans la mer Méditerranée à l’embouchure Ouest qui se trouve à dix kilomètres au Nord de Rosette. La ville a été construite à quelques kilomètres du littoral à des fins stratégiques : éviter une attaque venue de la mer.
La branche du Nil qui passe devant Rosette a pris son nom de la ville. Un désert de sable sépare Rosette et Alexandrie.
Au début du XIXe siècle, le nord (côtier) de la ville est recouvert de prairies arrosées par des canaux naturellement gorgés ou alimentés par des roues à godets.

## Histoire
Rosette est devenue une ville d’une importance majeure dès sa reconstruction sur les ruines de la cité ptolémaïque Fouah en 853 sous le règne du calife Jafar Al-Mutawakkil, selon Al-Makyn.
Un siècle plus tard, elle devient très prospère grâce à son port fluvial qui la reliait au Caire après sa création sous les Fatimides. Son port maritime a commencé à jouer un rôle plus important, comme celui de Damiette (embouchure Est du Nil) sous les Fatimides, surtout après le déclin économique de la ville d’Alexandrie. Après l’annexion de l’Égypte par les Ottomans, en 1517, Rosette est devenue le port principal du pays qui reliait l’Égypte à la Turquie ottomane et à tous les États qui dépendaient d’Istanbul, jusqu’à ce qu’Alexandrie ait repris sa place prépondérante au cours du XIXe siècle.
Dans les récits que font les soldats napoléoniens de leurs visites de Rosette, ils racontent se rendre régulièrement dans les jardins d'Ibrahim Bey qui contenait une grande variété d'arbres fruitiers, sans arrangement à la française ou à l'anglaise, et sans gazon.
En septembre 2016, les corps de plus de quarante migrants en route pour l'Italie ont été repêchés au large de Rosette après que leur bateau de pêche chargé de la passe s'est échoué en mer en pleine nuit,.

## Pierre de Rosette
À cinq kilomètres de la mer, le Fort Jullien, appelé ainsi par les Français lors de la campagne d'Égypte de Bonaparte, en hommage à l'aide de camp de Bonaparte, Thomas Prosper Jullien, tué à Alkam en 1798, fut sous le commandement de son frère ainé, l'adjudant général Joseph-Louis-Victor Jullien, durant toute la campagne d'Égypte. C’est là que fut découverte en 1799 la pierre de Rosette par Bouchard, un lieutenant de l’armée française. Ce bloc de granodiorite a été dégagé pendant les travaux de fortification menés afin de faire face à une éventuelle attaque britannique.
En 1801, les Français capitulèrent après la bataille d'Aboukir, et la pierre de Rosette fut cédée aux Britanniques, qui l’exposèrent au British Museum de Londres, où elle se trouve encore. Puis elle a été déchiffrée en 1822 par le jeune Jean-François Champollion grâce à quelques estampes réalisées sur du papier fin. En 1807, les habitants de la ville ont fait face à l’expédition militaire britannique menée par Fraser et ont obligé le général britannique à signer un accord de retrait de l’Égypte.